# Smerdalea horrescens
Smerdalea horrescens är en insektsart som beskrevs av Fowler. Smerdalea horrescens ingår i släktet Smerdalea och familjen hornstritar. Inga underarter finns listade i Catalogue of Life.

## Bildgalleri

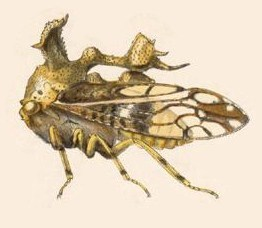